# West Caldwell
West Caldwell é uma Região censo-designada localizada no estado americano de Nova Jérsei, no Condado de Essex.

## Demografia
Segundo o censo americano de 2000, a sua população era de 11.233 habitantes.

## Geografia
De acordo com o United States Census Bureau tem uma área de
13,1 km², dos quais 13,1 km² cobertos por terra e 0,0 km² cobertos por água.

## Localidades na vizinhança
O diagrama seguinte representa as localidades num raio de 4 km ao redor de West Caldwell.